# Фурманский, Павел Наумович
Павел Наумович Фурманский (10 января 1908, Одесса, Одесская губерния, Российская империя — 1970) — советский драматург и сценарист.

## Биография
Родился 10 января 1908 года в Одессе. Поступил в театральную студию Пролеткульта, и успешно отучившись, окончил её. Свою литературную деятельность начал с 1927 года, с этого периода времени он начал писать пьесы, всего свыше 30 пьес, а также ряд сценариев к кинематографу, из которых было экранизировано три.
Скончался в 1970 году. Урна с прахом захоронена в колумбарии Донского кладбища.

## Фильмография

### Сценарист
- 1947 — Повесть о Неистовом
- 1953 — Звезда (оригинальный текст — Эммануил Казакевич)
- 1967 — Сердце друга (оригинальный текст — Эммануил Казакевич)